# Митар Мариновић
Митар Мариновић (Херцег Нови, 8. новембар 1979) црногорски је универзитетски професор. Ректор је Универзитета Метрополитан.

## Биографија
Рођен је 8. новембра 1979. године у Херцег Новом. Основну школу и гимназију завршио је у Херцег Новом, након чега уписује Факултет ликовних умјетности Универзитета Црне Горе, гдје послије прве године добија статус сарадника у настави на одсјеку за графички физајн. Трећу годину студија наставља на Факултету примијењених умјетности Универзитета уметности у Београду, где три године касније дипломира графички дизајн.
У току студија борави на студијским усавршавањима у Прагу и Лондону. Године 2004. са пословним партнером оснива креативни колектив Галерија 12+, гдје и данас ради као креативни директор и партнер. Године 2010. изабран је за ванредног професора на Факултету дигиталних умјетности Универзитета Метрополитан, гдје ради као координатор мастер прогама, и професор нових медија на Факултету дигиталних умјетности. Од маја 2015. има звање редовног професора. Живи и ради на релацији Београд—Херцег Нови.